# UFC on Fuel TV: Franklin vs. Le
UFC on Fuel TV: Franklin vs. Le (también conocido como UFC on Fuel TV 6) fue un evento de artes marciales mixtas celebrado por Ultimate Fighting Championship el 10 de noviembre de 2012 en el CotaiArena, en Macao, China.

## Historia
Como resultado de la cancelación de UFC 151, las peleas entre Takeya Mizugaki y Jeff Hougland y John Lineker vs. Yasuhiro Urushitani fueron reprogramadas para este evento.
Marcelo Guimarães esperaba enfrentarse a Hyun-gyu Lim en el evento, sin embargo, Guimarães fue obligado a salir de la pelea por una lesión y fue reemplazado por David Mitchell.

## Resultados
1. ↑  Originalmente Silva ganó por sumisión (estrangulamiento del brazo). Tras el combate, Silva dio positivo por marihuana y el combate fue declarado Sin Resultado.

## Premios extra
Cada peleador recibió un bono de $40,000.
- Pelea de la Noche: Takanori Gomi vs. Mac Danzig
- KO de la Noche: Cung Le
- Sumisión de la Noche: Thiago Silva^

^A Thiago Silva se le retiró el premio debido a que dio positivo por marihuana después del combate.